# Henning Goersch
Henning Goetz Goersch (* 1976) ist ein deutscher Krisen- und Katastrophenforscher. Er hat an der FOM Hochschule für Oekonomie und Management in Essen die Professur für Gefahrenabwehr und Bevölkerungsschutz inne.

## Leben
Nach seinem Abitur in Gütersloh studierte er in Berlin, Valencia und Münster und schloss das Studium der Kommunikationswissenschaft, Politikwissenschaft und Anglistik 2003 an der Westfälischen Wilhelms-Universität Münster mit dem Magisterexamen ab. Mit einer Spezialisierung auf das Feld Katastrophenmanagement und Bevölkerungsschutz promovierte er von 2005 bis 2010 an der Universität Karlsruhe (TH) (jetzt: Karlsruher Institut für Technologie (KIT)) mit Forschung zur Förderung der Persönlichen Notfallvorsorge in Deutschland.
Nach einer Tätigkeit als wissenschaftlicher Mitarbeiter am Lehrstuhl für Versicherungswirtschaft am KIT war er Lehrbeauftragter an der Universität Witten/Herdecke und wissenschaftlicher Mitarbeiter  der Katastrophenforschungsstelle an der Christian-Albrechts-Universität zu Kiel unter Leitung von Martin Voss.
Im Mai 2012 übernahm der die Leitung des Studiengangs „Emergency Practitioner/Management in der Gefahrenabwehr“ an der Akkon-Hochschule für Humanwissenschaften in Berlin, wo er von 2016 bis 2020 zusätzlich Vizepräsident für Forschung war. 2021 wechselte er an eine der größten privaten Hochschulen in Deutschland, die FOM Hochschule für Oekonomie und Management. Dort baut er den Bereich Gefahrenabwehr und Sicherheit für Lehre und Forschung auf.
Neben seiner wissenschaftlichen Tätigkeit ist er außerdem im praktischen Rettungswesen und im Bevölkerungsschutz tätig. Er ist ausgebildeter Rettungssanitäter, Rettungsassistent und staatlich geprüfter Notfallsanitäter. Er war als Zugführer des Technischen Hilfswerks (THW), als Mitglied der Schnell-Einsatz-Einheit für Wasserversorgung in Katastrophengebieten (SEEWA) und als Organisatorischer Leiter im Rettungsdienst tätig. Aktuell arbeitet er nebenberuflich als Notfallsanitäter auf dem Intensivtransportwagen (ITW), der für die Stadt Münster vom Arbeiter-Samariter-Bund in Zusammenarbeit mit der Universitätsklinik Münster betrieben wird.

## Arbeitsgebiete
Er forscht zu den Themen menschliches Verhalten in Notfällen und Katastrophen, Notfallvorsorge und Selbstschutz, Bevölkerungsschutzsysteme, Personenströme und Gedränge sowie im Bereich Katastrophenmanagement.
Im Zuge seiner Forschung entwickelte der das Model for the Promotion of Personal Precaution (M3P), das dem Bundesamt für Bevölkerungsschutz und Katastrophenhilfe zur Förderung der persönlichen Notfallvorsorge vorgelegt wurde.
Er ist als Gutachter unter anderem für das Bundesministerium für Bildung und Forschung und das Bundesamt für Bevölkerungsschutz und Katastrophenhilfe tätig.
Als Experte für menschliches Verhalten in Katastrophenfällen führt er eine Forschungsreihe durch, in der er Phänomene wie Starkregen (Münster 2014 und Braunsbach/Simbach 2016), Tornado (Bützow 2015), Fallwind (Framersheim 2016), Schneechaos (Südsachsen, Südbayern und Österreich 2019) und Fluten (NRW, Rheinland-Pfalz 2021) untersuchte. Außerdem erforschte er 2020 das Solidaritätsverhalten der Bevölkerung während der COVID-19-Pandemie.

## Mitgliedschaften
Er ist Mitglied im Deutschen Komitee Katastrophenvorsorge, im Deutschen Berufsverband Rettungsdienst (DBRD) und in der International Association of Emergency Managers (IAEM). 2021 wurde er als ordentliches Mitglied in die Kommission „Risikoforschung und Risikowahrnehmung“ des Bundesinstituts für Risikobewertung berufen.

## Publikationen (Auswahl)
- Stroop, Ralf & Eckert, Michael & Poschkamp, Thomas & Goersch, Henning. (2020). Stroop, R./ Eckert, M./ Poschkamp, T./ Goersch, H. (2020) Evaluation psychischer Belastungssituationen der Smartphone-basierten Ersthelfer-Alarmierung „Mobile Retter“. Notfall & Rettungsmedizin.[14]
- Stroop, Ralf & Eckert, Michael & Poschkamp, Thomas & Kerner, T. & Goersch, Henning. (2019). Smartphone based alerting: aftercare for first aiders – necessary or superfluous?. Resuscitation.[15]
- Goersch, Henning. (2018). Ausbildung und Einsatz für die Katastrophen- und Notfallversorgung am Beispiel wetterbedingter Ereignisse. Public Health Forum. 26. 17–19.[16]
- Hellmann, Georg, Gordon Heringshausen u. Henning Goersch (2016): Kosten, Qualität und Führung: Stellschrauben für das Rettungsdienstmanagement. In: Rettungsdienst, Nr. 3, S. 44–48.
- Goersch, Henning u. Timo Ulrichs (2015): Akademisierung in Rettungsdienst, Pflege und internationaler Katastrophenhilfe. In: Notfallvorsorge, Nr. 3, S. 29–34.
- Goersch, Henning, Matthias Plaue, Günter Bärwolf, Hartmut Schwandt u. Gordon Heringshausen (2015): Pedestrian Behaviours and Adaptive Crowd Control in Waiting Areas at Airport Terminals. In: Global Security, Nr. 1, S. 13–20.
- Goersch, Henning, Matthias Plaue, Günter Bärwolf, Hartmut Schwandt u. Gordon Heringshausen (2015): Passagierverhalten und Adaptive-Crowd-Control im Wartebereich von Flughafenterminals. In: Homeland Security, Nr. 1, S. 47–50.
- Heringshausen, Gordon u. Henning Goersch (2015): Strategien der Personalentwicklung im Rettungsdienst: Gesundheit als Kernkompetenz. In: Rettungsdienst, Nr. 1, S. 24–28.Goersch, Henning (2014): Persönliche Notfallvorsorge: Wie motiviert man Menschen sich auf Katastrophen vorzubereiten? In: Im Einsatz, Nr. 4, S. 14–17.
- Heringshausen, Gordon, Henning Goersch und Heiko Schumann (2014): Auswirkungen der Demografie: Strategien der Personalentwicklung im Rettungsdienst. In: Rettungsdienst, Nr. 10, S. 19–23.
- Goersch, Henning (2014): Problems of preparedness and its promotion in Germany. In: Journal of Emergency Management, Nr. 6, S. 449–456.[17]
- (mit Wolf R. Dombrowsky, Henning G. Goersch, Sascha Schildhauer und Martin Voss): „Optimierung der Sicherheitsprozesse beim Zugang zu sicherheitsempfindlichen Bereichen auf Verkehrsflughäfen - Interaction, Interrelations, and Interfaces“, Kiel, 137 Seiten.
- Goersch, Henning (2013): Mythen der Notfallvorsorge. In: Lange, Hans-Jürgen, Christian Endreß u. Michaela Wendekamm (Hrsg.): Versicherheitlichung des Katastrophenschutzes. Aus der Reihe: Studien zur Inneren Sicherheit, Bd. 15. Wiesbaden: Springer.[18]
- Goersch, Henning (2012): Persönliche Notfallvorsorge: Alternative Perspektiven auf Familie Schmid. In: IM EINSATZ, Nr. 2, S. 18–21.
- Goersch, Henning u. Ute Werner (2011): Empirische Untersuchung der Realisierbarkeit von Maßnahmen zur Erhöhung der Selbstschutzfähigkeit der Bevölkerung. Band 15: Forschung im Bevölkerungsschutz. Bonn: Bundesamt für Bevölkerungsschutz und Katastrophenhilfe.[19]
- Goersch, Henning (2011): Paradigmenwechsel im Selbstschutz. In: Bevölkerungsschutz, Nr. 3, S. 24–27.
- Goersch, Henning (2010): Persönliche Notfallvorsorge für das denkbar schlimmste Schadensereignis. In: Notfallvorsorge, Nr. 2, S. 15–16.
- Goersch, Henning (2010): Persönliche Notfallvorsorge: Strategisches Element oder Schwachstelle? In: Notfallvorsorge, Nr. 3, S. 21–23.
- Goersch, Henning (2010): Zielgruppenorientierte Konzeption der Persönlichen Notfallvorsorge. In: Notfallvorsorge, Nr. 4, S. 27–30.